# Симон Мегъл
Симон Мегъл (на английски: Simone Magill) е футболистка от Северна Ирландия. Тя играе за Северна Ирландия и женски футболен клуб „Евертън“.

## Биография и кариера
Симон Мегъл е родена на 1 ноември 1994 г. в Махърафелт, Северна Ирландия.
Високо оценената Мегъл се присъединява в „Евертън“ през март 2013 в навечерието на новия сезон на женската Супер Лига.
На 18-годишна възраст е централен нападател от Северна Ирландия.
През сезон 2011/2012, тя вкарва 18 гола в Премиер дивизия правейки я голмайстор.
През декември 2012 г., Симон е избрана за играч на годината.

## Постижения
- ФА Къп– Жени: 2014
- Световен рекорд
- Важен гол на Северна Ирландия на 3 юни 2016 срещу националния отбор на Грузия за жени.[2]